# Upbit
Upbit — це південнокорейська біржа криптовалют, заснована в 2017 році. 

## Історія
Upbit запущено в Південній Кореї 24 жовтня 2017 року за допомогою їх партнерства з американським криптовалютним обмінником Bittrex.
У грудні 2017 року Сірго Лі (англ. Sirgoo Lee) був названий головним виконавчим директором материнської компанії Upbit — Dunamu. Приблизно через два місяці після запуску, Upbit активно розвивалась як світова біржа криптовалют і стала першою за обсягом 24-годинних торгів.
10 травня 2018 року в головному офісі компанії було проведено рейдерство в рамках розслідування шахрайства.
Біржа була запущена у Сінгапурі 30 жовтня 2018 року, а потім в Індонезії — з січня 2019 року.
21 грудня 2018 року три офіційні посадові особи підозрювались у навмисному виготовленні підроблених замовлень. Обмінник заперечував звинувачення.
У грудні 2018 року Upbit став першим криптовалютним обмінником у світі, який отримав сертифікати з Корейського Агентства Інтернету та безпеки інформаційної безпеки системи (ISMS) та Міжнародної організації зі стандартизації (ISO) для інформаційної безпеки (ISO 27001).
Upbit посідає третє місце у світі і перше в Кореї у Спеціальному ринковому звіті за квітень, опублікованому Інститутом прозорості блокчейну (англ. Blockchain Transparency Institute, BTI) 12 квітня 2019 року. Рейтинг базується на 24-годинному обсязі торгівлі. BTI також визнав Upbit перевіреним обмінником.
27 листопада 2019 року Upbit втратив близько $48.5 мільйонів вартості Ethereum через хакерську атаку.